# Línea 2 (Urbanos de Las Rozas de Madrid)
La línea 2 de la red de autobuses urbanos de Las Rozas de Madrid une La Marazuela con Monte Rozas y El Encinar.

## Características
Fue puesta en servicio el 12 de junio de 2017, en sustitución de la línea 625A. Esta línea une Las Rozas con Monte Rozas y El Encinar, dando cobertura a Las Matas.
La línea circula exclusivamente por el término municipal de Las Rozas de Madrid. Como bien se expresa en la numeración interna del CRTM, recibe el número 2127. El primer dígito corresponde a la línea, en este caso la línea 2. Y los últimos tres dígitos corresponden al municipio por el que circula, en este caso 127 corresponde al municipio de Las Rozas de Madrid.
La línea no mantiene los mismos horarios todo el año, durante el mes de agosto se reducen el número de expediciones los días laborables entre semana (sábados laborables, domingos y festivos tienen los mismos horarios todo el año), además de los días excepcionales vísperas de festivo y festivos de Navidad en los que los horarios también cambian y se reducen.
Está operada por la empresa Auto Periferia mediante la concesión administrativa VCM-602 - Madrid – Las Rozas – Villanueva de la Cañada – Quijorna (Viajeros Comunidad de Madrid) del Consorcio Regional de Transportes de Madrid.

## Horarios
| Lunes a viernes laborables (1 septiembre - 31 julio) |
| De 6:37 a 22:37 cada 24 minutos |
| Los servicios de las 7:49, 14:13 y 15:01 en días lectivos pasan por el IES José García Nieto y la calle Aristóteles, dejando de pasar por calle Micenas. |
| Lunes a viernes laborables (1 - 31 agosto) |
| De 7:27 a 22:01 cada 38 minutos |
| Sábados laborables |
| A 8:25 - 10:30 - 12:25 - 14:30 - 16:30 - 18:30 - 20:30 - 22:30                                                                                           |
| Domingos y festivos |
| A 8:25 - 10:30 - 12:25 - 14:20 - 16:30 - 18:30 - 20:30 - 22:30                                                                                           |

| Lunes a viernes laborables (1 septiembre - 31 julio) |
| De 6:25 a 22:25 cada 24 minutos |
| Los servicios de las 7:37, 14:01 y 14:49 en días lectivos pasan por la calle Aristóteles y el IES José García Nieto, dejando de pasar por calle Micenas. |
| Lunes a viernes laborables (1 - 31 agosto) |
| De 6:30 a 21:04 cada 38 minutos |
| Sábados laborables, domingos y festivos |
| A 7:30 - 9:30 - 11:30 - 13:30 - 15:30 - 17:30 - 19:30 - 21:30                                                                                            |

## Recorrido y paradas

### Sentido El Encinar
| Código                                                    | Parada                                          | Común con                               | Conexiones con Cercanías |
| --------------------------------------------------------- | ----------------------------------------------- | --------------------------------------- | ------------------------ |
| 20100                                                     | Acanto - Centro de Salud                        | 624A 626                                |                          |
| 17990                                                     | Acanto - Pinos                                  | 624A 626                                |                          |
| 20939                                                     | Acanto - Jacinto                                | 624A                                    |                          |
| 17988                                                     | Azalea - Laurel                                 | 624A                                    |                          |
| 11240                                                     | Azalea - San Sebastián                          | 624A                                    |                          |
| 11238                                                     | Santa María - Santa Isabel                      | 624A                                    |                          |
| 11236                                                     | Santa María - San Juan Bautista                 | 624A                                    |                          |
| 11234                                                     | C.º Tomillarón - Urb. El Coto                   | 624A 626                                |                          |
| 06098                                                     | Ctra. Coruña - C.º Tomillarón                   | 621 623 624 624A 626                    |                          |
| 13036                                                     | Pza. Madrid - Est. Las Rozas                    | 621 622 623 624 626 1                   | Las Rozas                |
| 06133                                                     | Av. Doctor Toledo - Colegio                     | 561 561A 561B 620 621 622 623 624 626 1 |                          |
| 11088                                                     | Av. Constitución - Ayuntamiento                 | 561 561A 561B 620 621 622 623 624 626 1 |                          |
| 09333                                                     | Comunidad Castilla-La Mancha - Burgocentro      | 561 561A 561B 621 622 624 626 633 1     |                          |
| 06173                                                     | Comunidad Castilla-La Mancha - Av. España       | 561 561A 561B 622 626 1                 |                          |
| 06138                                                     | Av. España - Comunidad Castilla y León          | 621 624 629 1                           |                          |
| 15703                                                     | Av. España - Parque París                       | 629 1                                   |                          |
| 15803                                                     | Comunidad Aragón - Comunidad La Rioja           | 629 1                                   |                          |
| 17262                                                     | Emilia Pardo Bazán - Pza. Concordia             | 628                                     |                          |
| 17260                                                     | Emilia Pardo Bazán - Carmen Burgos              | 628                                     |                          |
| 17258                                                     | Emilia Pardo Bazán - María Moliner              | 628                                     |                          |
| 20991                                                     | Marie Curie - Pza. Ocho de Mayo                 | 620                                     |                          |
| 06413                                                     | Av. Nuestra Señora del Retamar - Cementerio     | 625                                     |                          |
| 09809                                                     | Trva. Navalcarbón - Polideportivo               | 625                                     |                          |
| 09553                                                     | Av. Nuestra Señora del Retamar - Recinto Ferial | 625                                     |                          |
| 12446                                                     | Trva. Navalcarbón - Heron City                  | 620 625 629 633 685 FS1                 |                          |
| Paradas de las expediciones SIN paso por la calle Micenas |                                                 |                                         |                          |
| 11827                                                     | Camilo José Cela - J. Ramón Jiménez             | 628 629 685                             |                          |
| 11829                                                     | Camilo José Cela - Severo Ochoa                 | 628 629 685                             |                          |
| 12354                                                     | Camilo José Cela - Jacinto Benavente            | 629                                     |                          |
| 12355                                                     | Camilo José Cela - Octavio Paz                  | 629                                     |                          |
| 12364                                                     | Camilo José Cela - Gabriel Gª Márquez           | 629                                     |                          |
| 12365                                                     | Camilo José Cela - Jacinto Benavente            | 629                                     |                          |
| 11828                                                     | Camilo José Cela - Severo Ochoa                 | 628 629 685                             |                          |
| 11824                                                     | Camilo José Cela - J. Ramón Jiménez             | 628 629 685                             |                          |
| Parada del itinerario común                               |                                                 |                                         |                          |
| 09810                                                     | Tracia - Urb. Los Jarales                       | 620 625 628 FS1                         |                          |
| Paradas de las expediciones con paso por la calle Micenas |                                                 |                                         |                          |
| 20550                                                     | Micenas - Santos                                |                                         |                          |
| 20552                                                     | Micenas - Antonio Machado                       |                                         |                          |
| Paradas de las expediciones SIN paso por la calle Micenas |                                                 |                                         |                          |
| 09812                                                     | Santos - Urb. Parque de Las Matas               | 620 625 628                             |                          |
| 09814                                                     | Santos - Urb. Señorío de Las Rozas              | 620 625 628                             |                          |
| 09815                                                     | Av. Esparta - Darío                             | 620 625 628                             |                          |
| 09816                                                     | Aristóteles - Polideportivo                     | 620 625 628 1                           |                          |
| 09818                                                     | Aristóteles - Centro de Salud                   | 620 625 628 1                           |                          |
| 09820                                                     | Av. Atenas - C.C. Zoco Monterrozas              | 620 625                                 |                          |
| 06416                                                     | Av. Atenas - Pza. Creta                         | 620 625                                 |                          |
| 09823                                                     | Av. Atenas - Megara                             | 620 625                                 |                          |
| Paradas del itinerario común                              |                                                 |                                         |                          |
| 09817                                                     | Av. Atenas - Micenas                            | 620 625                                 |                          |
| 06418                                                     | Av. Atenas - Urb. El Pinar                      | 620 625                                 |                          |
| 06419                                                     | Av. Atenas - El Refugio                         | 620 625                                 |                          |
| 09413                                                     | Av. Atenas - Escuela de Natación                | 620 625                                 |                          |
| 06420                                                     | Av. Atenas - Av. Mallorca                       | 620 625                                 |                          |
| 10958                                                     | Playa de Sitges - Av. Atenas                    | 620 625                                 |                          |
| 10959                                                     | Playa de Sitges - Oficinas Europa               | 620 625                                 |                          |
| 10960                                                     | Playa de Sitges - Playa de Bolonia              | 620 625                                 |                          |
| 11515                                                     | Playa Las Américas - Panamá                     | 620 625                                 |                          |
| 15462                                                     | Panamá - Chile                                  | 620 625                                 |                          |
| 11516                                                     | Av. Marsil - Iglesia                            | 620 625                                 |                          |
| 06125                                                     | Av. Marsil - Caseta de Guardia                  | 620 625                                 |                          |
| 11958                                                     | Apeadero - Est. Las Matas                       | 611A 613 633 685 686 686A               | Las Matas                |
| 11960                                                     | Ctra. A-6 - Urb. Encinar de las Rozas           | 611 611A 613 685 686 686A               |                          |
| 06111                                                     | Gta. Urgull - Monte Ulia                        | 625                                     |                          |

### Sentido Las Rozas
| Código                                                    | Parada                                      | Común con                               | Conexiones con Cercanías |
| --------------------------------------------------------- | ------------------------------------------- | --------------------------------------- | ------------------------ |
| 06111                                                     | Gta. Urgull - Monte Ulia                    | 625                                     |                          |
| 11961                                                     | Ctra. A-6 - Urb. Encinar de las Rozas       | 611 611A 613 685 686 686A               |                          |
| 11959                                                     | Ctra. Coruña - Est. Las Matas               | 611 611A 613 625 633 685 686 686A       | Las Matas                |
| 11957                                                     | Av. Marsil - Caseta de Guardia              | 625                                     |                          |
| 11956                                                     | Av. Marsil - Iglesia                        | 625                                     |                          |
| 15463                                                     | Panamá - Chile                              | 625                                     |                          |
| 11955                                                     | Playa Las Américas - Playa Ribeira          | 625                                     |                          |
| 09803                                                     | Ctra. A-6 - Playa de las Américas           | 622 625 685                             |                          |
| 09805                                                     | Ctra. A-6 - Parque Europa Empresarial       | 622 625 633 685                         |                          |
| 06126                                                     | Ctra. A-6 - Urb. Los Álamos                 | 622 625 685                             |                          |
| 06421                                                     | Av. Atenas - Playa de Sangenjo              | 620 625                                 |                          |
| 09827                                                     | Av. Atenas - Centro Geriátrico              | 620 625                                 |                          |
| 09826                                                     | Av. Atenas - Urb. El Pinar                  | 620 625                                 |                          |
| 09825                                                     | Av. Atenas - Cº Perales                     | 620 625                                 |                          |
| Paradas de las expediciones con paso por la calle Micenas |                                             |                                         |                          |
| 20553                                                     | Micenas - Antonio Machado                   |                                         |                          |
| 20551                                                     | Micenas - Santos                            |                                         |                          |
| Paradas de las expediciones SIN paso por la calle Micenas |                                             |                                         |                          |
| 09824                                                     | Av. Atenas - Paradisia                      | 620 625                                 |                          |
| 09822                                                     | Av. Atenas - Pza. Creta                     | 620 625                                 |                          |
| 09821                                                     | Av. Atenas - C.C. Zoco Monterrozas          | 620 625                                 |                          |
| 15211                                                     | Aristóteles - Av. Atenas                    | 620 625 628 1                           |                          |
| 09819                                                     | Aristóteles - Centro de Salud               | 620 625 628 1                           |                          |
| 09817                                                     | Aristóteles - Polideportivo                 | 620 625 628 1                           |                          |
| 06414                                                     | Av. Esparta - Júpiter                       | 620 625 628                             |                          |
| 06415                                                     | Av. Esparta - Séneca                        | 620 625 628                             |                          |
| Parada del itinerario común                               |                                             |                                         |                          |
| 09811                                                     | Tracia - Urb. Los Jarales                   | 620 625 628 FS1                         |                          |
| Paradas de las expediciones SIN paso por la calle Micenas |                                             |                                         |                          |
| 11827                                                     | Camilo José Cela - J. Ramón Jiménez         | 628 629 685                             |                          |
| 11829                                                     | Camilo José Cela - Severo Ochoa             | 628 629 685                             |                          |
| 12354                                                     | Camilo José Cela - Jacinto Benavente        | 629                                     |                          |
| 12355                                                     | Camilo José Cela - Octavio Paz              | 629                                     |                          |
| 12364                                                     | Camilo José Cela - Gabriel Gª Márquez       | 629                                     |                          |
| 12365                                                     | Camilo José Cela - Jacinto Benavente        | 629                                     |                          |
| 11828                                                     | Camilo José Cela - Severo Ochoa             | 628 629 685                             |                          |
| 11824                                                     | Camilo José Cela - J. Ramón Jiménez         | 628 629 685                             |                          |
| Paradas del itinerario común                              |                                             |                                         |                          |
| 12447                                                     | Trva. Navalcarbón - Heron City              | 620 625 629 633 685 FS1                 |                          |
| 12009                                                     | Trva. Navalcarbón - Recinto Ferial          | 625                                     |                          |
| 09554                                                     | Trva. Navalcarbón - Polideportivo           | 625                                     |                          |
| 09555                                                     | Av. Nuestra Señora del Retamar - Cementerio | 625                                     |                          |
| 20989                                                     | Marie Curie - Pza. Ocho de Marzo            | 620                                     |                          |
| 17257                                                     | Emilia Pardo Bazán - Marie Curie            | 628                                     |                          |
| 17259                                                     | Emilia Pardo Bazán - Mercedes Formica       | 628                                     |                          |
| 17261                                                     | Emilia Pardo Bazán - Pza. Concordia         | 628                                     |                          |
| 09556                                                     | Comunidad La Rioja - Pza. Francia           | 621 624 1                               |                          |
| 06142                                                     | Comunidad La Rioja - Serv. Sociales         | 621 624 1                               |                          |
| 18088                                                     | Comunidad Madrid - Burgocentro              | 620 621 623 624 627 1                   |                          |
| 06145                                                     | Av. Iglesia - Real                          | 561 561A 561B 620 621 622 623 624 626 1 |                          |
| 06146                                                     | Pza. Madrid - Ctra. Coruña                  | 621 623 624 626 1                       | Las Rozas                |
| 11235                                                     | C.º Tomillarón - Urb. El Coto               | 624A 626                                |                          |
| 11237                                                     | Santa María - San Juan Bautista             | 624A                                    |                          |
| 11239                                                     | Santa María - Santa Isabel                  | 624A                                    |                          |
| 19095                                                     | Azalea - Hortensia                          | 624A                                    |                          |
| 17987                                                     | Azalea - Laurel                             | 624A                                    |                          |
| 20940                                                     | Acanto - Jacinto                            | 624A                                    |                          |
| 17989                                                     | Acanto - Pinos                              | 624A                                    |                          |
| 20099                                                     | Acanto - Centro de Salud                    | 624A 626                                |                          |
| 20101                                                     | Acanto - Tomillarón                         | 624A 626                                |                          |